# Makariv (huyện)
Huyện Makariv (tiếng Ukraina: Макарівський район, chuyển tự: Makarivs’kyi raion) là một huyện của tỉnh Kiev thuộc Ukraina. Huyện Makariv có diện tích 1364 km², dân số theo điều tra dân số ngày 5 tháng 12 năm 2001 là 47915 người với mật độ 35 người/km2. Trung tâm huyện nằm ở Makariv.